# Меридијан (округ Стивенз, Оклахома)
Меридијан (енгл. Meridian, Stephens County) насељено је место без административног статуса у америчкој савезној држави Оклахома.

## Демографија
По попису из 2010. године број становника је 1.493, што је 8 (0,5%) становника више него 2000. године.
| Група             | 2000.         | 2010.         |
| Белци             | 1.259 (84,8%) | 1.292 (86,5%) |
| Афроамериканци    | 3 (0,2%)      | 1 (0,1%)      |
| Азијати           | 1 (0,1%)      | 3 (0,2%)      |
| Хиспаноамериканци | 26 (1,8%)     | 38 (2,5%)     |
| Укупно            | 1.485         | 1.493         |